# Депортиво Ла Коруня
Депортиво Ла Коруня (на испански: Real Club Deportivo de La Coruña, (испанско произношение: [reˈal ˈkluβ ðepoɾˈtiβo ðe la koˈɾuɲa];Реал Клуб Депортиво де Ла Коруня) е испански футболен отбор от Ла Коруня, област Галисия. Клубът е основан през 1906 г. Играе мачовете си на стадион Риасор с капацитет около 34 600 души.

## История

### В самото началото
През 1902 г. Хосе Мария Абало се връща в родния си град Ла Коруня, след като известно време учи в Англия и запознава градчето с футбола. Отначало показва играта на свои приятели, като играли на коридата. Те дори и не подозират, че този спорт ще се превърне във феномен.
През 1904 г. Абало и приятелите му сформират футболен отбор, наречен Коруня. Играта се разпространява, след като ученици от престижната гимназия „Сала Калве“ вземат участие и започват да се занимават с този спорт, считан за „екзотичен“ от младежите в града. Така се заражда футболът в Ла Коруня.

### Началото на Депортиво
През декември 1906 г. младежите от гимназията Салва Калве създават свой футболен отбор, наречен Клуб Депортиво на Салва Калве (Спортен клуб на Салва Калве), който след време ще се превърне в Депортиво от Коруня. След още две години клубът получава и званието „Реал“ (кралски) от крал Алфонсо XIII и бива наречен „Реал Клуб Депортиво де Ла Коруня“ (буквално – Кралски спортен клуб от Ла Коруня). Нещата изглеждат добре за Депортиво, който се и премества на нов стадион, наречен „Риасор“ (Viejo Riazor – Старият Риасор).
„Депортиво“ играе в Галисия (провинцията, в която се намира Ла Коруня) и извън нея до 1928 г., когато се създава испанската лига. Отборът не успява да се класира в Примера Дивисион и така започва да играе в Сегунда Дивисион, като най-голямото постижение на отбора е елиминирането на „Реал“ (Мадрид) за Купата на Краля. Той влиза в Примера Дивисион чак през 1941 г.
С откриването на новия стадион „Риасор“ през 1944 г. отборът изпада в Сегунда Дивисион. След редица върхове и падения Депортиво стига до второто място в Примера през сезон 1949 – 50, в който шампион на Испания става „Атлетико“ (Мадрид). Депортиво остава в първа лига до 1956 – 57, след което се лута между двете дивизии.
От 1973 г. до 1991 г. „Депортиво“ не успява да влезе в Примера, като дори прекарва и един сезон (1975) в Трета Дивизия.
През сезона 1991 – 1992 отборът отново е в Примера, но след поредица от слаби игри е на път да изпадне. В последния кръг, след добри изяви на защитника Мирослав Джукич, който е сръбски национал и с гол на българския национал Илиян Киряков, отборът се спасява и остава в елита. През трансферното лято на 1992 президента Лендойро разтваря кесията и това му начинание довежда до истинска футболна революция в Испания. Привлечени са играчи от Реал М, Барселона и Атлетико М, като Лопес Рекарте, Пако Лианьо, Алдана – всичките бивши национали. Същевременно в Галисия акостират новите бразилски звезди – Бебето и Мауро Силва. Заедно с местния любимец Фран, всички тези футболисти под ръководството на треньора Арсенио Иглесиас ще предизвиват фурор с техичната си игра по испанските стадиони.

### „Мега“ отборът
Сезон 1992 – 1993 ражда един уникален СуперДепор, както е наричан отбора от журналистите в Испания, и който дръзва да се противопостави на хегемоните Барселона и Реал М. През по-голямата част от сезона галисийците са на 1-во място в Примера. Испанският шампион Барселона също е принуден да се съобрази с неочаквания и дързък кандидат за титлата, като губи в Ла Коруня.
Няколко мача влизат в историята на испанския футбол, особено тези на Депортиво срещу Реал М. През есента на 1992 галисийците губят с 0 – 2 на почивката, но през второто полувреме, „Риасор“ е удивен от уникалната игра на своите любимци: 3 – 2 за Депортиво! Трилърът на „Бернабеу“ през пролетта на 1993 е също запомнящ се: 0 – 1, 1 – 1, следва червен картон за футболист на Депортиво, 1 – 2, 2 – 2, следва дузпа в полза на галисийците – Мирослав Джукич пропуска, а в края на мача 3 – 2 за Реал М.!
По-късно следва загуба и от Валенсия, след това равенства срещу отбори от средата на таблицата, и в крайна сметка Депортиво се класира на трето място в Примера.
Сезон 1993 – 1994 е един от най-оспорваните, и ще остави незабравим спомен в сърцата на привържениците на СуперДепор, както и в тези на Барса с невероятната футболна драма, разтърсила из основи не само Испания, но и Стария континент. През лятото е закупен качествения футболист Донато от Атлетико М. Отборът тръгва с равенство, но след това СуперДепор мачка Реал М. с 4 – 0 на „Риасор“, а няколко кръга по-късно побеждава и Барселона с 1 – 0.
През февруари '94, когато първенството отдавна е преполовено, отбора е лидер в Примера и води с 4 т. пред Барса. Идват мачовете на истината. Отборът явно подценява колебливия през този сезон Реал М. и губи на „Бернабеу“ с 2 – 0. В същия кръг, обаче Атлетик Билбао бие Барса насред „Камп Ноу“ и разликата от 4 т. се запазва. В следващия кръг Сарагоса удря мощна плесница на Барса, като ги бие с 6 – 3, Депортиво печели своя мач, и разликата набъбва на изключително сериозните 6 т.!
Няколко кръга по-късно, футболна Испания очаква настоящия шампион Барселона да сдаде окончателно короната на фаворита за титлата. Мачът на „Камп Ноу“ събира близо 130 000 души, което според неофициални данни е най-посетеният мач на Барса за всички времена! Началото е за галисийците, които правят непростим пропуск, след това каталунците се окопитват и печелят с безапелационното 3 – 0! Разликата отново е „само“ 4 т.! На другия ден спортните вестници ще отбележат: „Една блестяща Барса спаси първенството!“.
Загубата от Барселона рефлектира върху психиката и играта на футболистите от Депортиво. Следват три поредни равенства, докато Барса на два пъти бие и допуска равенство. Разликата е намалена до 2т.! Пет кръга преди края, обаче Барселона допуска равенство, разликата става 3т. в полза на Депортиво, и в лагера на галисийците проблесва лъча на щастието! Започват да се правят тънки сметки, още повече поради факта, че Барселона гостува на Реал М. в предпоследния кръг, а мадридчани имат да си връщат на каталунците за загубата с 5 – 0 през зимата! Мисълта за титлата сковава краката на СуперДепор и отбора допуска две поредни равенства. Барселона си взема мачовете и вече изостава с една-единствена точица, като е с много по-добра голова разлика от Депортиво.
Предпоследен кръг – Барса гостува на „Бернабеу“, а Депортиво на бойкия тим на Логронес. От Мадрид се заканват: „Няма да сме ние, няма да са и те“, намеквайки, че ще направят всичко възможно да препънат Барса и да им отмъстят. В края на мача, обаче Барселона вкарва гол срещу хаотичния изглеждащия Реал М. и печели с 0 – 1! На другия ден, Депортиво не допуска изненада и печели с 0 – 2! Точката остава, а с нея са свързани всички надежди да се спечели шампионата!
15.05.94. Този ден никога няма да бъде забравен в Ла Коруня. Барселона приема Севиля, СуперДепор приема Валенсия. И двата гостуващи отбора няма за какво да се напъват. На почивката Севиля води срещу Барса с 1 – 2, докато ответния мач в Ла Коруня се движи 0 – 0. За момента това устройва галисийците. През вторите полувремена, над „Камп Ноу“ се изсипва истински футболен дъжд: 2 – 2, 3 – 2, 4 – 2, 5 – 2 за Барса срещу Севиля, докато на „Риасор“ е зациклила суша. Валенсия се е окопала в наказателното поле и не се предава! Тече последната 90-а мин. Зрителите на „Камп Ноу“ отдавна не гледат мача – всички са залепили уши за радиоапаратите и слушат развоя на този в Ла Коруня. В един момент испанския национал Нандо, бивш играч на Барса, и настоящ такъв на Депортиво нахлува в наказателното поле на Валенсия и там е съборен от противников защитник! Публиката изригва и съдията свири дузпа! Дузпа в полза на Депортиво! Запитан по-късно, дали все пак е имало нарушение за дузпата, съдията философски отвръща: „Да, имаше! Точно в последната минута, нямах моралното право да я подмина!“ Публиката ликува, а всички футболисти от Депортиво са със сковани от напрежение крака. Близо минута не се знае, кой ще изпълнява дузпата. Щатният изпълнител Донато панически побягва към тъч линията, бразилската мега-звезда Бебето категорично отказва, след него други футболисти, докато на-накрая бранителя Мирослав Джукич се наема с изпълнението. Следва засилване, мекушав удар, Гонзалес – вратаря на Валенсия избива, след което драмата не може да се опише... Шампион отново, за четвърти пореден път става Барселона! Двата отбора завършват с равен брой точки, като по-добрата голова разлика помага на каталунците! През шампионата Депортиво допуска само четири загуби, докато Барса цели седем, но равните мачове съсипват галисийците.
Дни по-късно тръгват слуховете за куфарче с 1 000 000 §, сума с която ръководството на Барселона е нахъсало играчите на Валенсия да се опънат на главния фаворит за титлата. Според легендите, които се разнасят, журналистите се докопват и до друга любопитна информация – Арсенио Иглесиас, треньора на Депортиво е подтиквал вратаря да отиде и да бие дузпата! В това има известна логика – най-малко психически обременен наистина би бил точно вратаря на отбора. Мирослав Джукич е изкупителната жертва – точно той пропуска и друга една важна за отбора дузпа; тази срещу Реал в Мадрид, през 1993 при резултат 2 – 2...

### Първият трофей
Първият значим трофей, който Депортиво печели, е във финала за Купата на Краля през 1995 г. срещу... Валенсия. Мачът се играе на „Бернабеу“ в Мадрид. Така нареченият „Воден финал“ или „Потопа“ е прекъснат в 83 м. при резултат 1:1 заради порой. Три дена по-късно, над 100 000 души очакват продължения, но още в доиграването на редовното време галисийците вкарват гол, печелят с 2:1, и по този начин донякъде си отмъщават на валенсианците за пропуснатата титла предния сезон.

### Най-накрая шампиони
През сезон 1999 – 2000 Депортиво най-накрая става шампион на Испания след поредица от невероятни игри, и се класира за Шампионската лига. Печално известният Мирослав Джукич, тогава играч по ирония на съдбата именно на... „Валенсия“, коментира така: „Има Господ! Бог съществува! Душата ми е чиста, и вече мога да спя спокойно! Те заслужаваха това!“ Празненствата по случай спечелването на титлата са едно огромно зрелище! Според зевзеци, изстреляните ракети и фойеверки са сравними само с тези от 1945 г. в Москва, когато е честван Денят на победата!!! Грандиозните празненства влизат в рубриката „No comment“ на новинарски канал „Euronews“!

## Успехи в националните първенства
- Примера Дивисион
  -  Шампион (1): 1999/2000
  -  Вицешампион (5): 1949/50, 1993/94, 1994/95, 2000/01, 2001/02
  -  Бронзов медал (4): 1992/93, 1996/97, 2002/03, 2003/04
- Купа на Краля
  -  Носител (2): 1994/95, 2001/02
- Суперкупа на Испания
  -  Носител (3): 1995, 2000, 2002
- Сегунда Дивисион:
  -  Шампион (7): 1939/40, 1952/53, 1961/62, 1963/64, 1965/66, 1967/68, 2011/12
- Терцера Дивисион:
  -  Шампион (1): 1974/75
- Шампионат на Галисия:
  -  Шампион (6): 1926/27, 1927/28, 1930/31, 1932/33, 1936/37, 1939/40
  -  Вицешампион (7): 1919/20, 1924/25, 1925/26, 1929/30, 1931/32, 1933/34, 1938/39
- Купа на Галисия:
  -  Носител (1): 1945/46
  -  Финалист (4): 1935/36, 1964/65, 1946/47, 2007/08
- Трофей Тереза Ерера:[2]
  -  Носител (21): 1955, 1962, 1964, 1969, 1995, 1997, 1998, 2000, 2001, 2002, 2003, 2004, 2005, 2006, 2007, 2008, 2012, 2014, 2015, 2016, 2017
  -  Финалист (10): 1966, 1971, 1987, 1991, 1994, 2009, 2010, 2011, 2013, 2018
- Трофей Рамон де Каранца:
  -  Носител (1): 1998

## Успехи вЕвротурнирите
- Интертото:
  -  Носител (1): 2008
  -  Финалист (1): 2003
- Шампионска лига:
  - 1/2 финал: 1 път – 2003 – 04
  - 1/4 финал: 2 пъти – 2000 – 01, 2001 – 02
- Купа на УЕФА:
  - 1/8 финал: 3 пъти – 1993 – 94, 1994 – 95, 1999 – 00
  - 1/16 финал: 1 път – 2008 – 09
- Участия:
  - 5 участия в Шампионската лига
  - 4 участия в Купата на УЕФА
  - 1 участив в Купа на носителите на купи
  - 37 Сезона в Примера Дивисион
  - 37 Сезона в Сегунда Дивисион

## Известни бивши футболисти
| - Туру Флорес - Лионел Скалони - Бебето - Сезар Сампайо - Джалминя - Донато - Емерсон - Флавио Консейсао | - Луизао - Мауро Силва - Ривалдо - Илиян Киряков - Емил Костадинов - Сонго'О - Мустафа Хаджи - Нуредин Найбет - Роберто Акуня | - Хорхе Андраде - Педро Паулета - Дмитрий Радченко - Мирослав Джукич - Валтер Пандиани - Силван Вилтор - Рой Макай - Хуанфран - Диего Тристан | - Франсиско Буйо - Хосе Амависка - Хосе Молина - Хулио Салинас - Луис Суарес - Мартин Васкес - Чики Бегиристайн - Виктор Санчес - Фран |

## Български футболисти
- Стойчо Стоев
- Илиян Киряков: 1991/93 - (38 мача - 3 гола)
- Емил Костадинов: 1994 - (9 мача - 2 гола)

## Шампиони носили екипа на Депортиво
Световни шампиони
- Бебето – САЩ 94
- Мауро Силва – САЩ 94
- Луизао – Япония & Ю Корея 2002
- Ривалдо – Япония & Ю Корея 2002

Европейски шампиони
- Луис Суарес – Испания 64
- Амансио – Испания 64
- Хосе Висенте – Испания 64
- Силвен Вилтор – Белгия & Холандия 2000
- Алваро Арбелоа – Австрия & Швейцария 2008
- Хуан Капдевиля – Австрия & Швейцария 2008

Копа Америка
- Бебето – Бразилия 89
- Серхио Мартинес – Уругвай 95
- Сезар Сампайо – Боливия 97
- Джалминя – Боливия 97
- Мауро Силва – Боливия 97
- Флавио Консейсао – Боливия 97 & Парагвай 99
- Ривалдо – Парагвай 99

Олимпийски шампиони
- Хосе Амависка – Барселона 92
- Хавиер Манярин – Барселона 92
- Фабрицио Колочини – Атина 2004

## Бивши треньори
- Хавиер Ирурета
- Луис Суарес
- Хеленио Херера
- Джон Тошак